# Sabine Parish
Sabine Parish (franska: Paroisse de Sabine) är ett administrativt område, parish, i delstaten Louisiana, USA. År 2010 hade området  24 233 invånare. Den administrativa huvudorten är Many.

## Geografi
Enligt United States Census Bureau så har countyt en total area på 2 620 km². 2 241 av den arean är land och 379 km² är vatten.  

### Angränsande områden
- DeSoto Parish - norr
- Natchitoches Parish - öster
- Vernon Parish - sydost
- Newton County, Texas - sydväst
- Sabine County, Texas - väster
- Shelby County, Texas - nordväst